# François Durand de Grossouvre
Pour les articles homonymes, voir Grossouvre (homonymie).
François Durand de Grossouvre, né le 29 mars 1918 à Vienne (Isère) et mort le 7 avril 1994 à Paris, est un Résistant, industriel et haut fonctionnaire français. Il est un proche conseiller du président Mitterrand. Son suicide a été considéré comme un événement politique majeur du second septennat de François Mitterrand.

## Biographie

### Famille
Marie François François Durand de Grossouvre est le fils du banquier Maurice Durand de Grossouvre et de Renée Robine.
En 1923, le banquier Maurice Durand de Grossouvre, père de François (fondateur de la Banque française du Liban, directeur de la banque de Salonique puis de la Société Générale à Beyrouth, ce qui explique les liens étroits de François de Grossouvre avec le Moyen-Orient), meurt des conséquences d'une exposition à l'ypérite pendant la Grande Guerre. François de Grossouvre gardera des attaches affectives fortes avec le Liban (Lydia Homsy, la marraine de son fils cadet Henri de Grossouvre, était libanaise).

### Formation
Élevé en France chez les jésuites au lycée Saint-Louis-de-Gonzague (Franklin) dans le 16e arrondissement de Paris, il fait ensuite des études de médecine à Lyon. Bien que n’ayant jamais exercé la médecine dans le civil, il gardera un intérêt pour le sujet et, quadragénaire, il passera un diplôme de rhumatologie. Il participera aussi à la création de la clinique Saint-Louis à Lyon (dans le quartier de Vaise) et du centre anti-migraine de Vichy.

### Seconde Guerre mondiale
Quand survient la Seconde Guerre mondiale, le 3 septembre 1939, il est affecté comme médecin auxiliaire à un régiment de tirailleurs marocains, et rejoint ensuite une équipe d'éclaireurs-skieurs dans le Vercors (où sa mère a une maison) ; il y rencontre le capitaine Bousquet, membre de l'un des premiers réseaux de l'organisation de résistance de l'Armée (ORA). François de Grossouvre revient à Lyon où il obtient son diplôme de docteur en médecine en 1942, et devient médecin du 11e cuirassiers, commandé par le colonel Lormeau.
Après l'Armistice du 22 juin 1940 il rejoint à Vichy le Service d'ordre légionnaire (SOL), la milice de Vichy, au service de l'Allemagne nazie dirigée par Joseph Darnand, et qui prône la collaboration avec les nazis. Il quitte le SOL en 1943. On ne retrouve François de Grossouvre qu'un an plus tard, soit en août 1944, dans les FFI ; ayant rejoint le maquis de l'Isère  (le maquis de la Chartreuse près de Grenoble), il participe aux combats du Vercors. Il avait alors le nom de guerre « Clober » de Claudette Berger, sa fiancée, son épouse par la suite.
Pendant la guerre, il rencontre Pierre Mendès France à bord d’un bombardier, Mendès étant alors capitaine des aviateurs du Groupe Lorraine, dénommé Squadron 342 et rattaché à la R.A.F.. Il permet plus tard la « première » rencontre entre François de Grossouvre et François Mitterrand, qui durant cette guerre faisaient partie des mêmes réseaux « vichysto-resistants ».[réf. nécessaire]
François de Grossouvre disait avoir un grade dans l'armée américaine supérieur à son grade français.[réf. nécessaire]
À la Libération, afin de faire oublier  son passé de milicien sous les ordres du pronazi Darnand, on arguera qu'il était infiltré au SOL en tant qu'agent de l'ORA. Sous le nom de code de « monsieur Leduc », il devient le chef du réseau stay-behind (de l'ombre) « Arc-en-ciel », installé par l'OTAN en France, dans le cadre de l'opération Gladio. Il a fait en réalité partie d'une organisation clandestine créée fin 1947 nommée « Rose des Vents », membre du réseau stay-behind pour combattre une hypothétique invasion communiste en France. Il avait été recruté par un agent du SDECE, Louis Mouchon. Mitterrand n'ignorait rien de cette appartenance et c'est une des raisons des fonctions qui lui ont été confiées[pas clair] à l'Élysée à partir de 1981[source insuffisante].

### L'industriel
Le 28 avril 1943, il se marie avec Claudette (dite Claude) Berger (1923-2017), fille de l'industriel Antoine Berger ; six enfants naîtront de ce mariage : Patrick, Xavier, Isabelle, Marie-France, Nathalie et Henri.
François de Grossouvre s'impose à la tête des sociétés de sa belle-famille : Le Bon sucre (1944-1963) et A. Berger et Cie (1949-1963). Il fonde ensuite la Générale sucrière (dont le produit phare sera commercialisé sous la marque SOL). Ses liens avec les limonadiers lui permettent, avec des collaborateurs italiens, l’homme d’affaires Gilbert Beaujolin et le nord-américain Alexandre Patty, d’obtenir une licence exclusive de production de Coca-Cola. Il s'associe avec Napoléon Bullukian (le parrain de son fils Henri) pour l'embouteillage. C’est la première usine de ce type en France.
Il est devenu honorable correspondant de services de renseignement extérieurs français, le Service de documentation extérieure et de contre-espionnage, dans les années 1950.
Il est parallèlement conseiller du commerce extérieur de la France (1952-1967) et vice-président de la Chambre de commerce franco-sarroise (1955-1962). En 1953, il investit dans la création du magazine L'Express. Il noue à cette occasion une amitié avec Françoise Giroud et Jean-Jacques Servan-Schreiber.
François de Grossouvre a aussi repris l’entreprise de soierie Ducharne qu’il développera en lui rattachant la production de fibre de verre (entreprise Ducharne et Verester).
Dans les années 1970, il devient actionnaire majoritaire des quotidiens Le Journal du Centre et La Montagne, deux quotidiens régionaux du Massif central, couvrant une quinzaine de départements et tirant à plus de 400 000 exemplaires.

### L'orientation politique
Alors qu'il était avant-guerre proche de l'Action française,,, il rencontre François Mitterrand en 1959. Ses proches soulignent la fibre « sociale » profonde et sincère de François de Grossouvre. Il achète la propriété de Trevesse à Lusigny dans l'Allier (non loin de la Nièvre, fief électoral du futur président) qu'il exploite et où il peut s'adonner à ses deux grandes passions, l'équitation et la chasse, notamment en compagnie de Dominique Venner.
En 1965, aux côtés de Charles Hernu et d'André Soulier, avocat et élu lyonnais, il fait partie du « triumvirat » de direction de la Fédération de la gauche démocrate et socialiste, que préside François Mitterrand. Ce dernier, dont il finance une partie de la campagne électorale (salles de rassemblement, voyages), le charge notamment de participer aux négociations avec le Parti communiste.
Il prend également un pied-à-terre à Paris et s'active dans l'ombre de François Mitterrand. En 1974, il devient le parrain de Mazarine Pingeot, la fille qu'Anne Pingeot donne à celui-ci, et veille sur les secrets de la famille Mitterrand, dont aucun ne sera révélé du vivant de Grossouvre. Il jouera un rôle clé pour le financement des campagnes électorales de François Mitterrand en 1965, 1974 et en 1981.

### L'Élysée
Il est nommé dès juin 1981 chargé de mission auprès du président de la République, qui lui confie les problèmes de sécurité et les dossiers sensibles, notamment ceux liés au Liban, à la Syrie, à la Tunisie, au Maroc, au Gabon, aux pays du Golfe, au Pakistan et aux deux Corées.
Ses relations avec François Mitterrand se détériorant, il se voit refuser le titre d'ambassadeur itinérant qu'il réclame, si bien que, le 12 juin 1985, il quitte ses fonctions de chargé de mission et devient conseiller international des avions Marcel Dassault (1985-1986).
Homme qui reste influent grâce à son riche carnet d'adresses et son poste honorifique de président des Chasses présidentielles (fonction qu'il conservera jusqu'à son décès, et qu'il utilise pour des rencontres informelles avec des personnalités politiques nationales ou étrangères), il conserve néanmoins son bureau élyséen, son appartement de fonction du quai Branly (voisin de celui d'Anne et Mazarine Pingeot), ses secrétaires et gardes du corps du GIGN, avec le budget correspondant ; surnommé par certains « l’homme de l’ombre », il continue de recevoir des visiteurs importants à l'Élysée ou ailleurs. Ces activités difficilement contrôlables n'ont pas manqué de susciter des jalousies et François de Grossouvre a fait l'objet d'une surveillance constante, mais il est petit à petit écarté du pouvoir à son grand dépit. Isolé et amer, il se confie alors à des journalistes comme Edwy Plenel, ou Jean Montaldo dans des critiques acerbes contre Mitterrand et son entourage. Il reçoit le juge Thierry Jean-Pierre (qui enquête sur le financement occulte du Parti socialiste, l'affaire Urba) dans son appartement parisien et suggère au magistrat de consulter ses archives personnelles de la Présidence, classées dans son château de Lusigny.

### Mort et hommage
Le 7 avril 1994, peu avant 20 h, son garde du corps, un gendarme du Groupe d'intervention de la Gendarmerie nationale, le retrouve mort dans son bureau du palais de l'Élysée, la tête à moitié arrachée par une balle du 357 Magnum encore dans sa main.
Les obsèques de François de Grossouvre sont célébrées le 11 avril 1994 en l’église Saint-Pierre de Moulins (Allier), où parmi les quelque 400 personnes de l'assemblée, on compte le président de la République François Mitterrand, l’ancien président du Liban Amine Gemayel, des représentants consulaires du Maroc et du Pakistan et les anciens ministres socialistes Pierre Joxe, Louis Mexandeau et René Souchon.
L'inhumation du défunt au cimetière de Lusigny se déroule dans l'intimité familiale avec Amine Gemayel aux côtés de la famille et en présence du président de la République, bien que sa présence ne fût pas souhaitée par la famille du fait d'une mort survenue dans des circonstances suspectes et non éclaircies,,.

## Décorations et distinctions
- Commandeur de la Légion d'honneur
- Croix de guerre 1939-1945
- Croix du combattant volontaire de la Résistance
- Grand officier de l'ordre pro Merito Melitensi, ambassadeur de cet Ordre auprès du Maroc.

Il était aussi décoré de très nombreux ordres étrangers. Il ne portait que la croix de guerre et la Légion d'honneur, qui lui avaient été décernées à titre militaire.

#### Ouvrages
: document utilisé comme source pour la rédaction de cet article.
- Raphaëlle Bacqué, Le Dernier Mort de Mitterrand, Paris, Bernard Grasset Albin Michel, 2010, 238 p. (ISBN 978-2-246-75901-0, OCLC 620103684), p. 70.
- Paul Barril, Guerres secrètes à l'Élysée (1981-1995), Paris, A. Michel, 1996, 367 p. (ISBN 978-2-226-08726-3).
- Jean-Paul Bourre et Tony Baillargeat (Avant-propos) (préf. Jean Parvulesco), L'Élu du serpent rouge : le sphinx et le président, Rosières-en-Haye, Camion blanc, coll. « Camion noir », 2013, 398 p. (ISBN 978-2-35779-298-2).
- Daniel Cerdan, Dans les coulisses du GIGN, Calmann-Lévy, 2010.
- Christian English et Frédéric Thibaud, Affaires non classées, vol. 1, Paris, First édition, 27 mai 2003, 334 p. (ISBN 2-87691-766-1), « Le « suicide » de François de Grossouvre ».
- Roger Faligot et Rémi Kauffer, Éminences grises, Paris, Fayard, 1992, 432 p. (ISBN 978-2-213-02956-6).
- Christine Fauvet-Mycia, Les Éminences grises, Paris, Belfond, coll. « Documents », 1988, 225 p. (ISBN 978-2-7144-2112-8).
- Pierre Favier et Michel Martin-Roland, La décennie Mitterrand, t. 4 : Les déchirements, Paris, Seuil, coll. « L'épreuve des faits », 1999 (ISBN 978-2-02-014427-8 et 978-2-020-10329-9).
- Alison Des Forges et al., Aucun témoin ne doit survivre : le génocide au Rwanda, Paris, Karthala, 1999, 931 p. (ISBN 978-2-86537-937-8, lire en ligne).
- Daniel Gamba et Pierre Deschodt, Interlocuteur privilégie, Paris, JC Lattès, 2003, 219 p. (ISBN 978-2-7096-2345-2, OCLC 52509713).
- Claude Gubler et Michel Gonod, Le Grand Secret, Monaco, Rocher, 2005, 189 p. (ISBN 978-2-268-05384-4, OCLC 58467827).
- Pascal Krop, Silence, on tue. Crimes et mensonges à l'Élysée, Flammarion, 2001.
- Frédéric Laurent, Le Cabinet noir : avec François de Groussouvre au cœur de l'Élysée de Mitterrand, Paris, Albin Michel, novembre 2006, 249 p. (ISBN 978-2-226-17508-3, OCLC 76784913).
- François d'Orcival, Le Roman de l'Élysée, Monaco, Rocher, coll. « Romans des lieux magiques », 2007, 427 p. (ISBN 978-2-268-06053-8).
- Éric Raynaud, Suicide d'État à l'Elysée : la mort incroyable de François de Grossouvre, Monaco, Alphée/Jean-Paul Bertrand, 2009 (ISBN 978-2-7538-0376-3 et 2-7538-0376-5).

#### Presse
- Le Point du 5 avril 2002, no 1542, page 15 (l'auteur a récusé depuis toute idée d'assassinat)
- VSD, 09-15 août 2001, pages 86–89
- Historia, février 2002, no 662, pages 62–63
- Who's Who in France, 24e édition 1992-1993

#### Roman
- Jean-Paul Bourre, L'Élu du serpent rouge, éditions Les Belles Lettres, 2004 L'un des héros de ce roman, Patrice Villard, grand maître secret du Prieuré de Sion, n'est autre que François de Grossouvre[réf. nécessaire]. Les origines de ce roman sont donnés dans le livre de Geneviève Beduneau & Bernard Fontaine, Mystères et Merveilles de l'Histoire de France, J'ai lu, 2015, pp. 677-686. Il est indiqué p. 681 : « Mais pourquoi Jean-Paul Bourre désigne-t-il Patrice Villard (alias François de Grossouvre) Grand Maître du Prieuré de Sion ? ».

### Filmographie
- Documentaire inédit diffusé sur la chaîne 13e rue le 13 avril 2007 et réalisé par Emmanuel Besnier : « Suicide à l’Élysée » sur la mort suspecte de François de Grossouvre.
- Reportage diffusé le 28 novembre 2010 sur France 2 et présenté par Laurent Delahousse, intitulé : 13 h 15, le dimanche « L'ombre d'un doute », de Marie-Pierre Farkas, Jean-Marie Lequertier et Ghislain Delaval.
- Documentaire diffusé sur France 3 le 11 février 2013 et réalisé par Jean-Louis Pérez : « Un mort à l'Élysée : François de Grossouvre ».